# Giornata mondiale della bicicletta

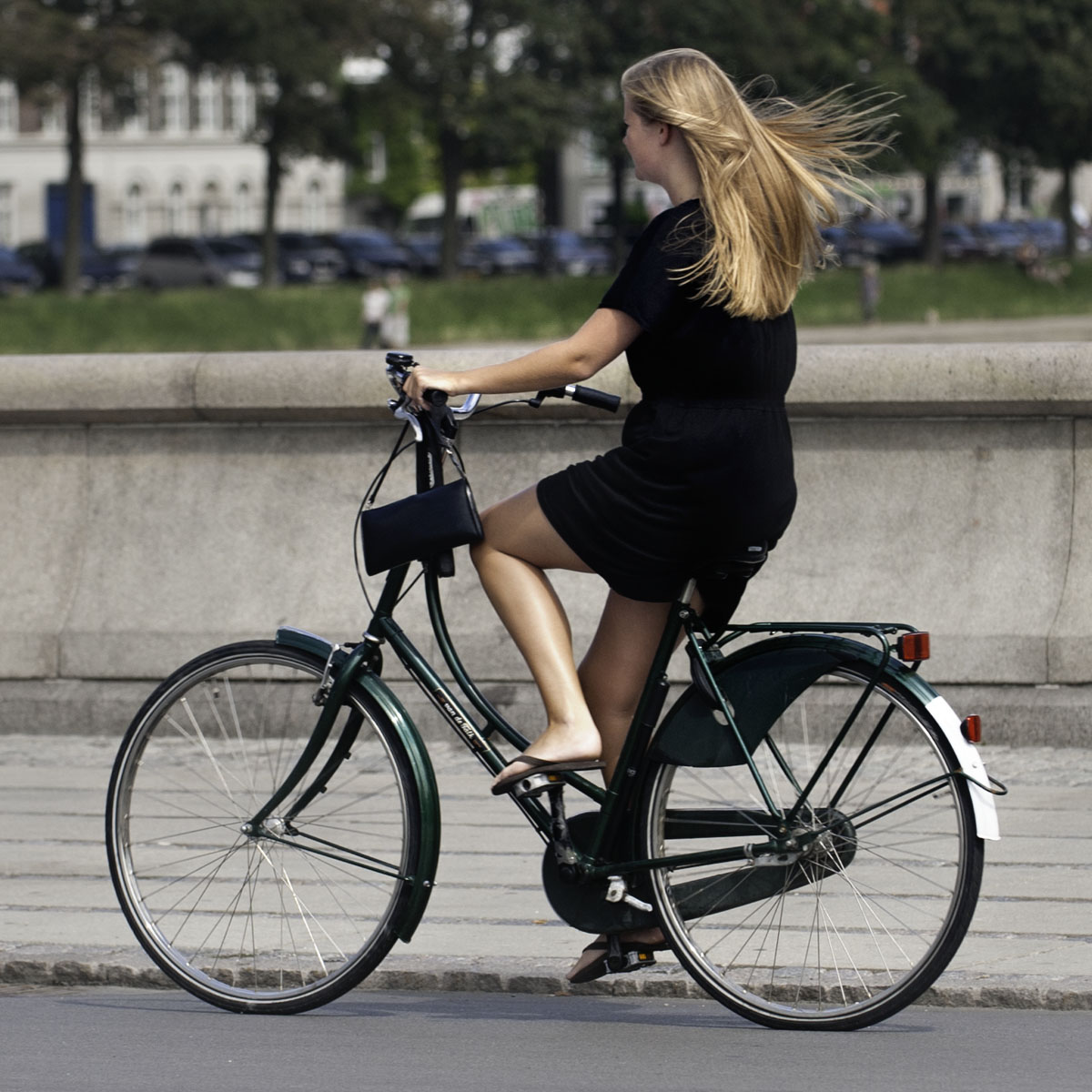
Ragazza in bici a Copenaghen.

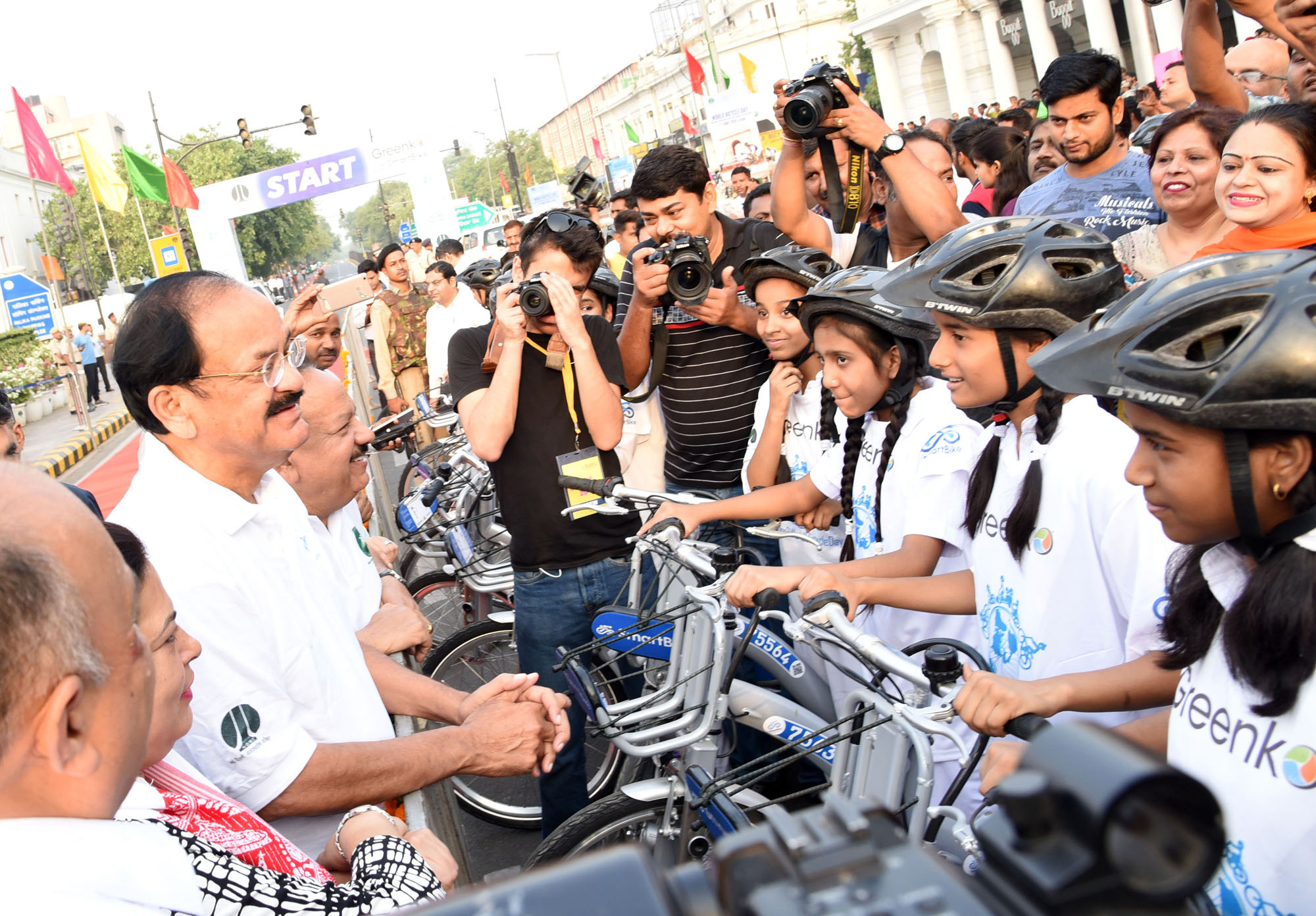
Raduno di biciclette in occasione della Giornata mondiale della bicicletta 2018 a Nuova Delhi.

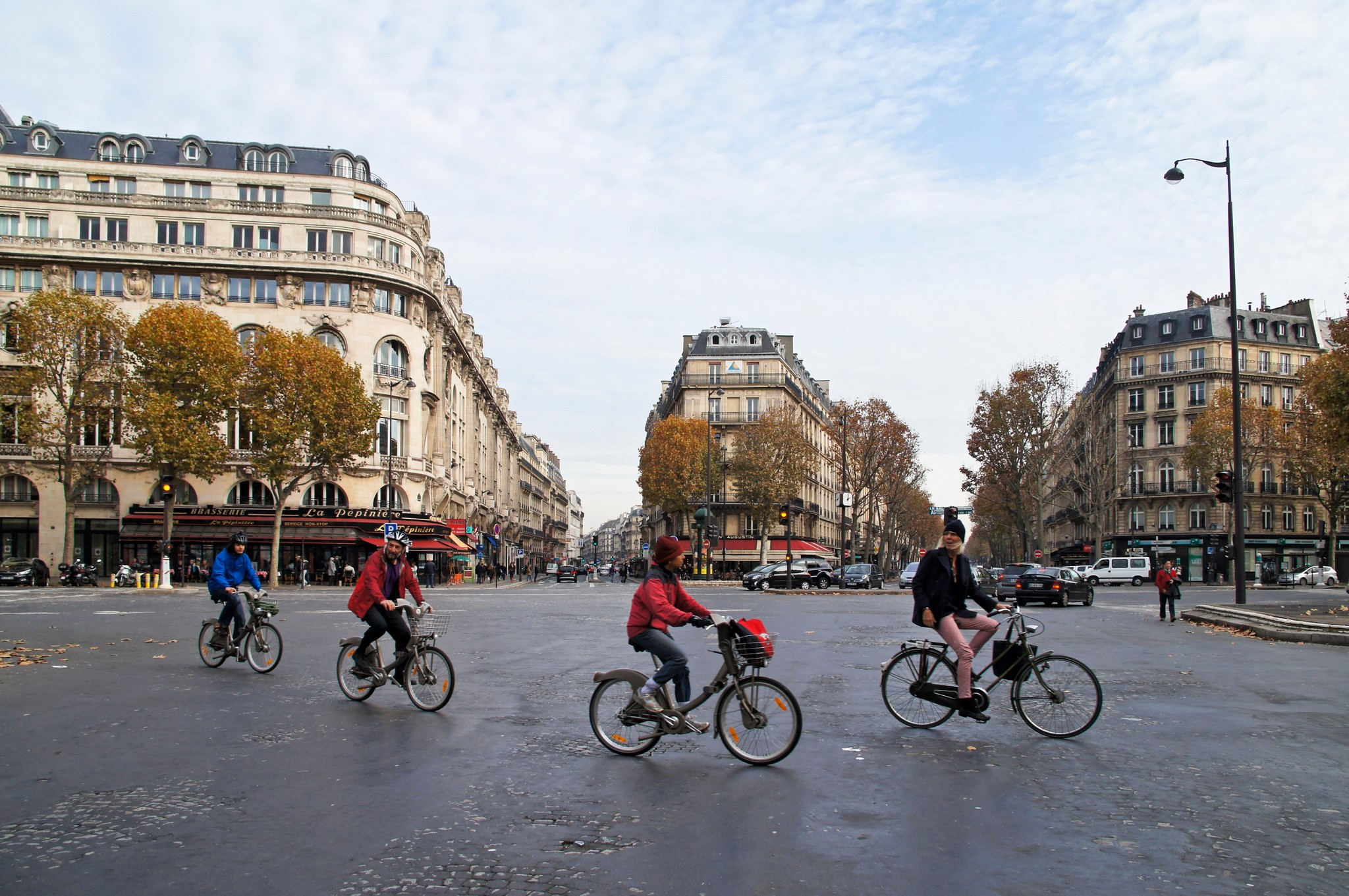
Ciclisti a Parigi.

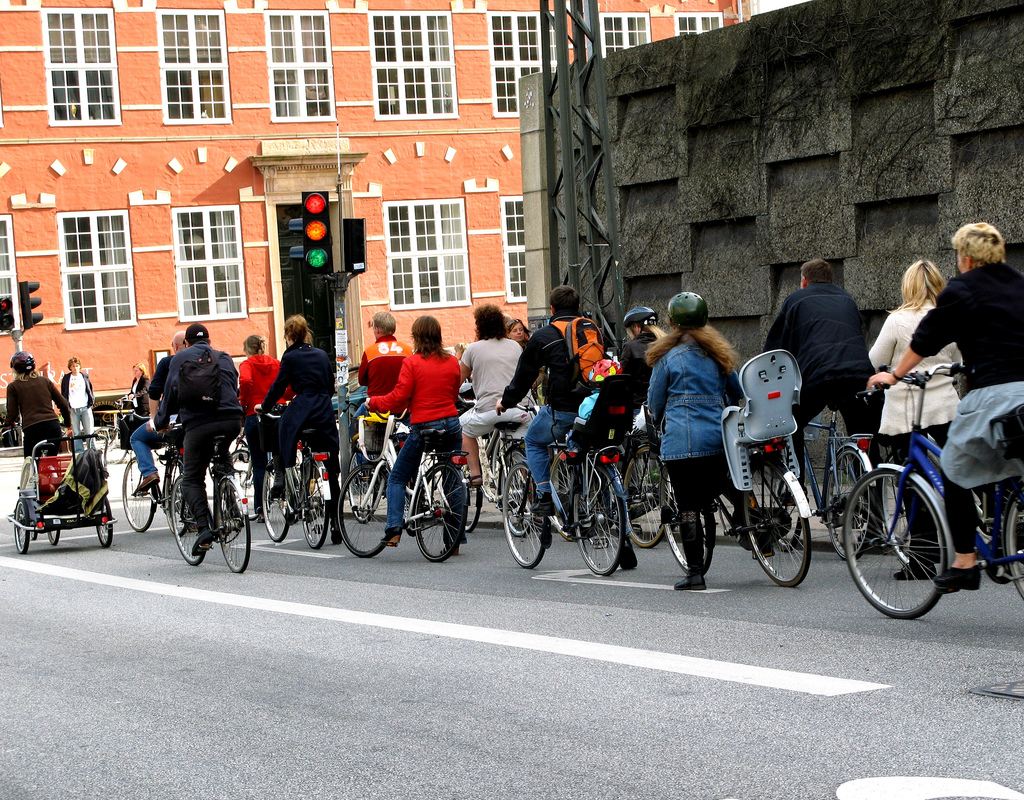
Ciclisti a Copenhagen.

La Giornata mondiale della bicicletta ricorre il 3 giugno. È stata approvata, in una risoluzione del 12 aprile 2018, come giornata ufficiale delle Nazioni Unite per la consapevolezza dei benefici sociali derivanti dall'uso della bicicletta come mezzo di trasporto e per il tempo libero. Dopo l'annuncio, il segretario generale dell'European Cyclists' Federation (ECF), Bernhard Ensink, ha dichiarato: Il ciclismo è una risorsa dai benefici sociali, e ambientali - e riunisce le persone. WCA (World Cycling Alliance) e ECF sono molto felici di questa dichiarazione. Questa dichiarazione delle Nazioni Unite è un riconoscimento del contributo del ciclismo per gli obiettivi di sviluppo sostenibile.
Leszek Sibilski ha condotto una campagna per promuovere la risoluzione delle Nazioni Unite per la Giornata internazionale della bicicletta, ottenendo il supporto del Turkmenistan ed altri 56 Paesi. Il logo per la Giornata mondiale della bicicletta è stato ideato da Isaac Feld e l'animazione che l'accompagna è stata realizzata dal professore John E. Swanson. Raffigura vari tipi di ciclisti che pedalano intorno al globo. Al fondo è riportato l'hashtag #June3WorldBicycleDay. Il messaggio principale è che la bicicletta appartiene e serve a tutta l'umanità.